# بيتر كوهن
بيتر كوهن (بالسويدية: Peter Cohen)‏ هو مخرج سويدي، ولد في 23 مارس 1946 في لوند في السويد.

## وصلات خارجية
- بيتر كوهن على موقع IMDb (الإنجليزية)
- بيتر كوهن على موقع ألو سيني (الفرنسية)
- بيتر كوهن على موقع أول موفي (الإنجليزية)
- بيتر كوهن على موقع قاعدة بيانات الأفلام السويدية (السويدية)
- بيتر كوهن على موقع ديسكوغز (الإنجليزية)
- بيتر كوهن على موقع قاعدة بيانات الفيلم (الإنجليزية)
- بيتر كوهن على موقع كينوبويسك (الروسية)
- بيتر كوهن على موقع كينوبويسك (الروسية)